# Château de Lacapelle-Marival
Le château de Lacapelle-Marival est situé à Lacapelle-Marival, dans le département du Lot, en France.

## Localisation
Le château est situé sur la commune de Lacapelle-Marival, dans le département du Lot.

## Historique
En 1266, Géraud reçoit de son père Bertrand III de Cardaillac « les terres de Lacapelle et autres lieux », fondant ainsi la lignée des Cardaillac-Lacapelle. Il s’installe dans une des nombreuses paroisses rurales qui composent alors la seigneurie des Cardaillac. Cette paroisse est mentionnée dès 1146 dans un texte qui indique une chapelle entourée de quelques maisons. Elle dépend alors du village de St-Maurice-en-Quercy, à quelques kilomètres. A cette époque elle porte le nom de Lacapelle-Merlival, puis Lacapelle-Marival après la Révolution.
En l’absence d’étude approfondie, le château de Lacapelle-Marival a longtemps été considéré comme construit par le premier seigneur de Cardaillac-Lacapelle et daté du XIIIe siècle.
L’étude du bâti, la lecture attentive d’archives et les études de dendrochronologie réalisées en avril 2024 permettent aujourd’hui de dater l’élévation principale du XVe siècle, après la fin de la guerre de Cent Ans. Le château a été construit à partir de 1460 par Guisbert de Cardaillac-Lacapelle puis par son fils Astorg et achevé vers la fin du XVe siècle.

## Description

### Des bâtiments de diverses périodes
Le château d’origine est constitué d’une tour carrée de 18 m de côté environ, sur sept niveaux, de la cave au chemin de ronde, desservis par une tour-escalier accolée à la façade non loin de l’entrée actuelle. On ne sait pas à quelle période cette tour-escalier a disparu (démolie, effondrée…), par contre les cicatrices de la reconstruction de cette façade ouest sont encore visibles. À la suite de travaux de 2017, l’emprise au sol de cette tour a pu être précisée.
La silhouette du château est caractérisée par les quatre petites tours d’angle (échauguettes) sur culs-de-lampe et le mâchicoulis sur consoles du chemin de ronde. Ce ne sont là que des symboles de puissance car ce château n’a jamais été une forteresse. C’est une tour-résidence.
Il a été bâti sur un terrain vierge et au sous-sol gréseux à côté du village fortifié qui préexistait. La muraille du château, renforcée de trois tours sur l’arrière, était accolée à celle du village. Une porte faisait communiquer la cour du château et la place du castrum médiéval (place du Fort).
On pénétrait dans le château par un pont-levis situé au bout de l’Allée du Seigneur (à hauteur de la Poste actuelle), qui est devenue la « Rue du château ».
A droite de la tour d’origine, se situe le corps de logis construit à la Renaissance (à partir de 1520) qui aurait intégré deux des tours de l’enceinte d’origine sur la façade arrière. Au rez-de-chaussée de la façade nord, les fenêtres témoignent de l’époque (linteaux à décors de baguettes).
Ce bâtiment serait tombé en ruines un siècle plus tard, d’après les écrits des notaires qui faisaient l’inventaire de la succession à chaque décès des seigneurs.
Il n’aurait été rebâti, agrémenté de 8 fenêtres à base de balustres et augmenté d’un deuxième étage, qu’après 1732 lorsque le château n’est plus la propriété des Cardaillac-Lacapelle mais celle du maréchal de La Devèze, nouveau et riche propriétaire.
Il a été flanqué d’un pavillon du grand escalier, à volées droites et paliers, qui dessert aujourd’hui le 1er et le 2e étage de la tour résidence.
Sur la façade nord de ce corps de logis on voit nettement les impacts des balles de mousquet tirées en Novembre 1663 lors du siège du château par les troupes royales, à la suite du refus de la marquise, Elizabeth de Pluvinel, (veuve d’Henri Victor de Cardaillac) d’appliquer un jugement du parlement de Toulouse.
La visite permet de parcourir le chemin de ronde pour découvrir des vues sur la place du Fort, l’église et la place de Laroque (qui est l’ancienne carrière de pierre de la construction du château). On découvre aussi la charpente du corps de logis en coque de navire renversée.

### Les décors des salles
A l’intérieur du château, on voit encore les vestiges des premiers décors peints à la fin du XVe siècle dans plusieurs salles.
Au 1er étage, on peut parcourir la salle des boiseries avec son parquet « Versailles ». Dans la grande salle, on peut admirer le plafond à la française décoré de cartouches d’inspiration hollandaise (XVIIe siècle). Enfin, dans la salle de la marquise, sont présentés des portraits des Cardaillac-Lacapelle ainsi que l’arbre généalogique du futur marquis Henri Victor Gilbert de Cardaillac-Lacapelle, établi avant 1624, date de son mariage.
Au rez-de-chaussée se situe une reproduction-photo de la magnifique tapisserie commandée par le même Henri Victor à la manufacture d’Aubusson après son titre de marquis en 1645.
Cette tapisserie, acquise par la Cité internationale de la tapisserie d’Aubusson en 1992 dans une vente publique, a été restaurée et y est exposée par période.
Enfin, au même niveau, la salle des grisailles vous révèle des dessins à la détrempe qui se trouvaient sous les anciens lambris du 1er étage. Ils représentent des sujets inspirés de l’antiquité dans le goût de la fin du XVIe siècle : portrait d’empereurs romains en pied, scènes de la mythologie et triomphes.

### Salle du Conseil
C'est une des salles du château rénovée début 2000 ; une collection de portraits officiels de tous les présidents de la République française ainsi que des portraits d'anciens maires de Lacapelle-Marival y sont exposés.
C’est aujourd’hui la salle du Conseil municipal et des mariages.
L’édifice est classé au titre des monuments historiques le 24 janvier 1939,.
En 2023, une étude préalable à sa restauration a été engagée sous l’égide de la DRAC.

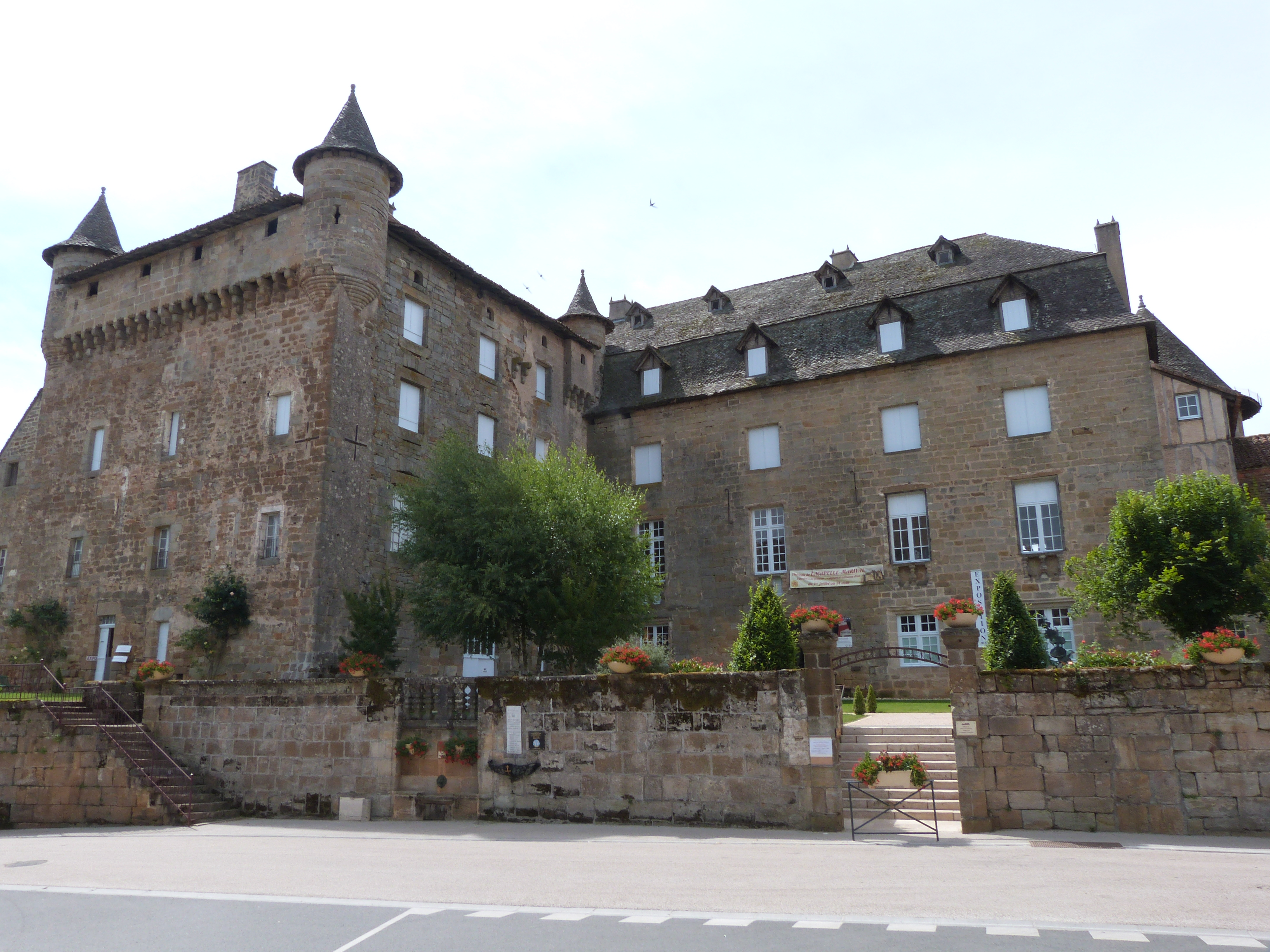
Élévation nord.
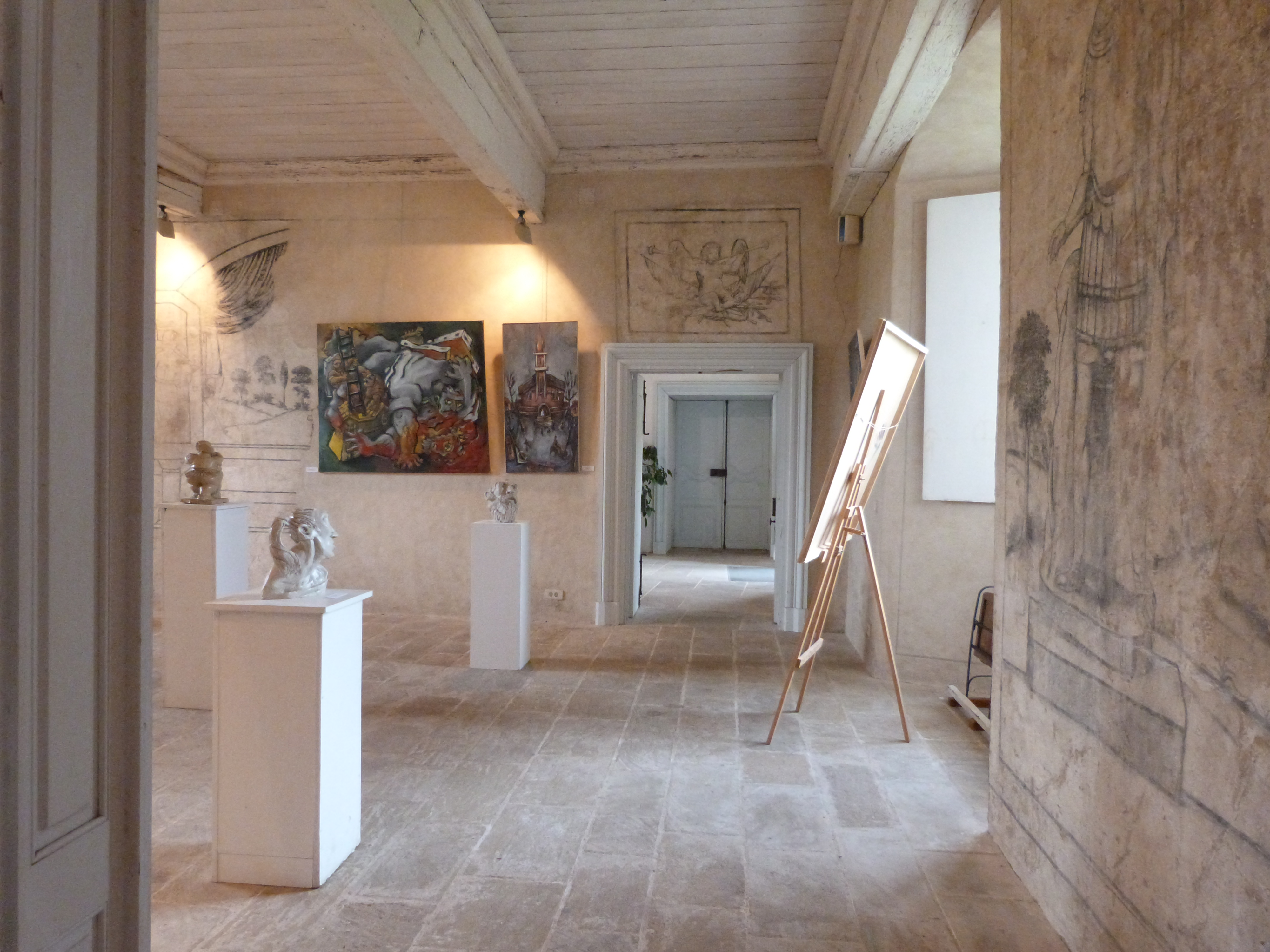
Exposition dans la salle des grisailles.
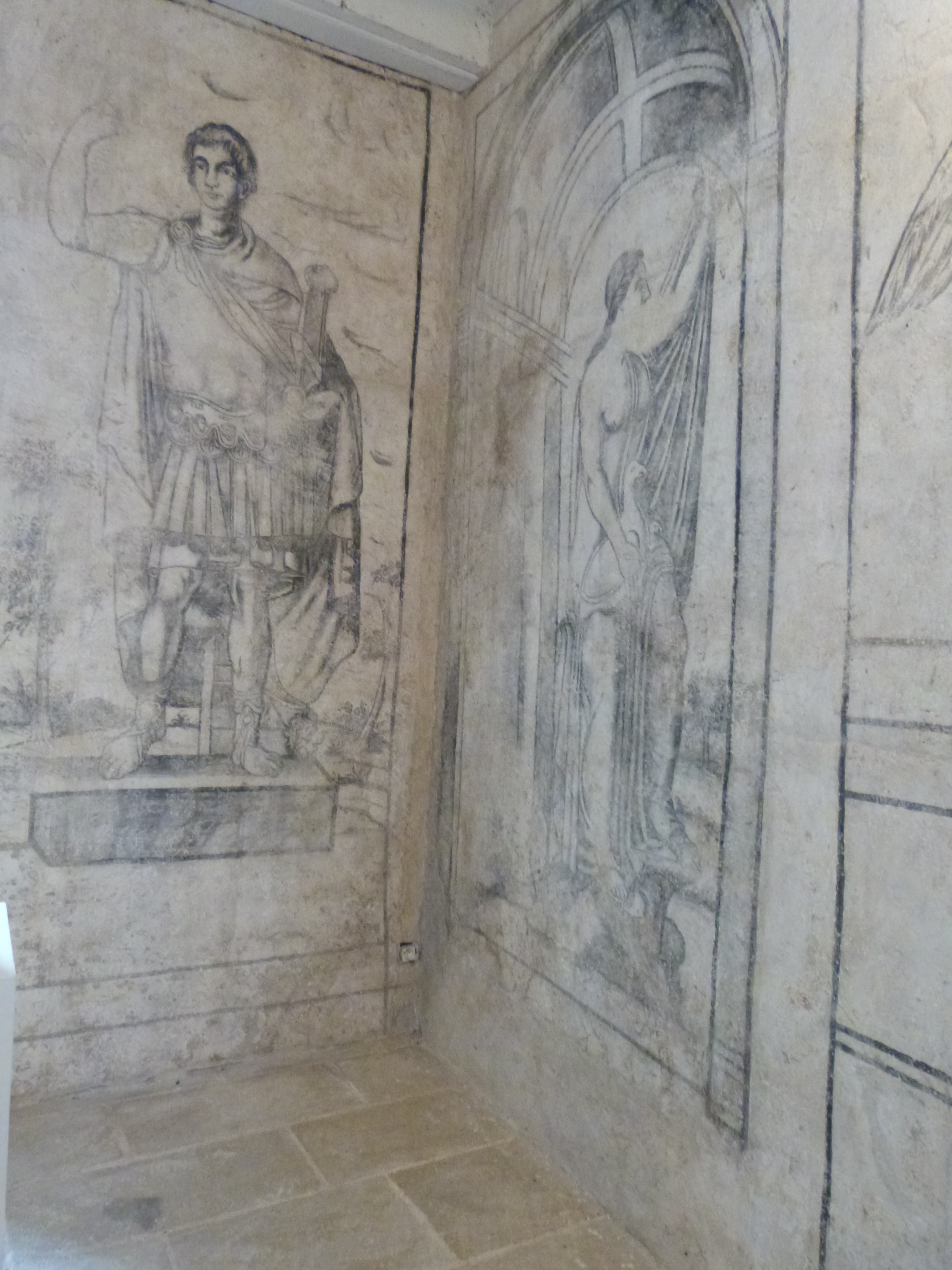
Détail de la salle des grisailles.
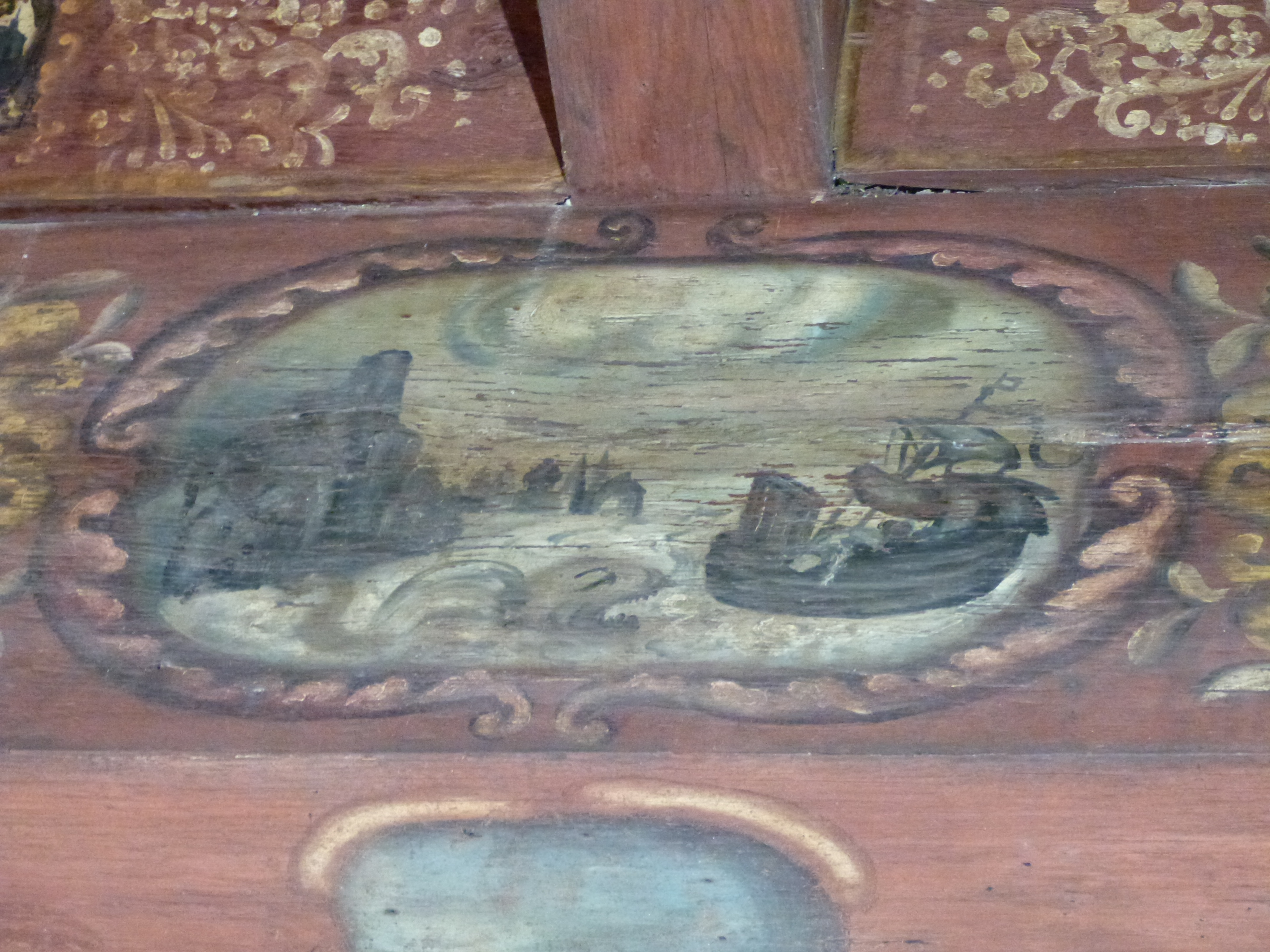
Détail du plafond peint.
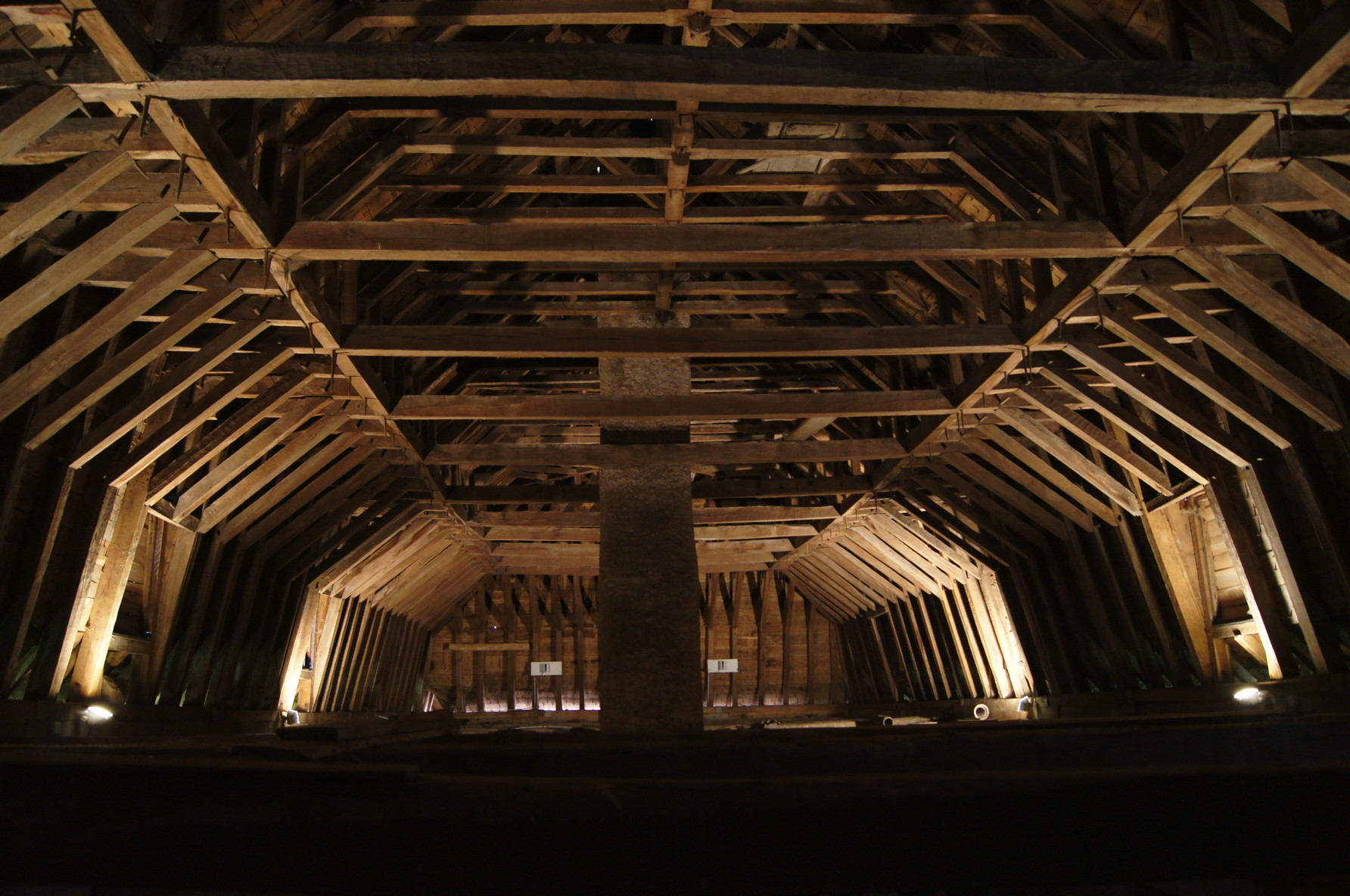
Charpente en carène inversée.